# General Foods
General Foods Corporation foi uma empresa de produtos alimentícios norte americana.
Constituída em 1922 a partir da "Postum Cereal Company", fundada em 1895 por C. W. Post (Charles William "C. W." Post), sua sede era em Michigan. Comercializava alimentos congelados, em pó, granulados, entre outros, e ao longo do século XX cresceu, adquirindo ou incorporando outras empresas do mesmo ramo, tornando multinacional e expandindo sua produção em países da Europa, bem como, no Canadá, Japão, Austrália, México, Venezuela e Brasil.
William A. Mitchell, funcionário da empresa entre 1941 a 1976, desenvolveu e registrou inúmeros produtos para a General, como o Pop Rocks (mais tarde denominado Peta Zetas, já no portfólio de outra empresa) e outros sucessos de venda, como o refresco Tang.
Em 1985, a General Foods foi comprada pela Philip Morris e em 1989 tornou-se uma divisão da Kraft Foods, sendo denominada de "Kraft General Foods". Em 1990, a empresa foi totalmente dissolvida entre as divisões da Kraft.